# Robert Remak
Robert Remak, född 26 juli 1815 i Posen, död 29 augusti 1865 i Bad Kissingen, var en tysk läkare och professor, far till Ernst Julius Remak.
Remak var e.o. professor i Berlin och hade mycket stor betydelse inom såväl anatomin som  elektroterapin. Samtidigt med Johannes Evangelista Purkinje upptäckte han nervtrådarnas axelcylinder; hans studier över uppkomsten av fostrets groddblad och deras ombildning till kroppens organ fick ett positivt mottagande och bringade klarhet till dessa frågor. Remak införde den konstanta elektriska strömmen vid behandlingen av nervsjukdomar.